# توماس شاردلو
توماس شاردلو (انگلیسی: Thomas Shardelow; ۱۱ نوامبر ۱۹۳۱ – ۳ ژوئیهٔ ۲۰۱۹) دوچرخه‌سوار اهل آفریقای جنوبی بود.
وی در مسابقات کشوری و بین‌المللی در مجموع برندهٔ ۲ مدال نقره شده‌است.